# Кууск, Кристина
Кристина Кууск (эст. Kristina Kuusk, род. 16 ноября 1985, Эстония) — эстонская фехтовальщица на шпагах. Чемпионка мира, двукратная чемпионка Европы, призёр чемпионатов мира и Европы.

## Спортивные достижения
В 2013 году вместе с Юлией Беляевой, Ириной Эмбрих и Эрикой Кирпу стала чемпионкой Европы в командной шпаге.
В следующем году впервые завоевала медаль на чемпионатах мира. На первенстве планеты в Казани Кууск вместе со своими подругами стала вице-чемпионками мира. В июне 2016 года в командном турнире завоевала золотую медаль на чемпионате Европы в Торуне.
В 2017 году на чемпионате мира Кристина стала чемпионкой мира, одержав первую в истории Эстонии победу в командном первенстве.
В 2018 году Кристина впервые выиграла личную медаль на главных стартах: она стала второй на чемпионате Европы в индивидуальной шпаге. На том же турнире эстонская шпажистка в составе национальной сборной заняла третье место в командном первенстве.